# Antoine Nassif
Paul Antoine Nassif (* 21. Februar 1969 in Beirut, Libanon) ist syrisch-katholischer Exarch von Kanada.

## Leben
Antoine Nassif empfing am 26. Juli 1992 durch den syrisch-katholischen Patriarchen von Antiochia, Ignatius Antoine II. Hayek, das Sakrament der Priesterweihe.
Am 7. Januar 2016 ernannte ihn Papst Franziskus zum Titularbischof von Serigene und bestellte ihn zum ersten syrisch-katholischen Exarchen von Kanada. Der syrisch-katholische Patriarch von Antiochia, Ignatius Joseph III. Younan, spendete ihm am 23. Januar desselben Jahres die Bischofsweihe; Mitkonsekratoren waren der emeritierte Kurienerzbischof im syrisch-katholischen Patriarchat von Antiochia, Denys Raboula Antoine Beylouni, und der Bischof der Eparchie Our Lady of Deliverance of Newark, Yousif Benham Habash.